# Eva Hill
Eva Esther Hill (* 19. September 1898 in Pārāwai, Thames, Neuseeland; † 17. April 1981 in Te Awamutu, Region Waikato, Neuseeland) war eine neuseeländische Ärztin, Schriftstellerin und Gesundheitsaktivistin.

## Frühes Leben
Eva Esther Day wurde am 19. September 1898 als Tochter der Eheleute Katherine Helen Gifford und Victor Grace Day, einem Rechtsanwalt, in Pārāwai, in der Nähe von Thames geboren. Kurz nach ihrer Geburt zog die Familie nach Hokitika in die Region West Coast auf der Südinsel, danach nach Dunedin, anschließend nach Christchurch und zuletzt im Jahr 1910 nach Timaru. Dort besuchte Eva die Timaru Girls' High School.

## Karriere als Ärztin
1916 schrieb sich Eva in die Medical School der University of Otago in Dunedin ein und schloss dort ihr Studium mit einem Bachelor of Medicine im Jahr 1921 ab. Mit ihren 23 Jahre war sie seinerzeit eine der jüngsten Absolventinnen Neuseelands. Im letzten Jahr ihre Studiums gewann sie den Dominion Medical Scholarship, der mit 100 Pfund dotiert war. Nach ihrem Abschluss des Studiums nahm sie zunächst eine Stelle als Assistenzärztin im Timaru Hospital an, wechselte aber nach einer kurzen Zeit zum Dunedin Hospital, wo sie als eine Hausärztin arbeitete und zwei Jahre lang blieb. 1924 zog sie auf die Nordinsel und arbeitete hoch im Norden in Whangaroa als Oberärztin im Whangaroa General Hospital. Eva wurde zu einem nicht klärbaren Zeitpunkt Mitglied in der NZ Medical Women’s Association.

## Ehezeit
In Whangaroa lernte sie den 34 Jahre älteren Farmer Justly Charles William Hill kennen und heiratete ihn am 28. Dezember 1927 etwas weiter westlich gelegen in Kaitaia. Sie lebten danach in Piopio, das weiter südlich in der Region Waikato liegt und bekamen mit einem Abstand von 12 Jahren zwei Kinder. Eva eröffnete dort eine Praxis für Allgemeinmedizin. 1934 zog die Familie in die Bay of Islands und um Sorgen für die Gesundheit ihres Mannes zogen sie Anfang 1944 nach Auckland, wo sie eine Praxis im Stadtteil Mount Eden eröffnete und die Familie in Māngere lebte. Im Juni des Jahres verstarb dann ihr Mann.

## Versuch in die Politik zu gehen
Ein weiterer Umzug stand 1952 an, der sie dieses Mal nach Ruakaka, südöstlich von Whangārei, führte. Dort entwickelte sie das Bedürfnis sich politische betätigen zu müssen und kandidierte zwei Jahre später für die New Zealand Social Credit Political League im Wahlkreis Marsden für einen Sitz in New Zealand Parliament. Doch der Erfolg blieb aus.

## Karriere als Schriftstellerin
Mit ihrem Fachwissen als Ärztin versuchte Eva die New Zealand Social Credit Political League in ihren Kampagnen zu unterstützen und schrieb zwei Werke: „There are Worse Ills than Death!“ und „Facts about Fluoridation of Water Supplies“, die sie 1955 veröffentlichte und speziell letztes Werk die Kampagne gegen die Fluoridierung unterstütze. Es folgte ein monatlicher Newsletter unter dem Titel „Light Behind the Headlines“, der sich dem Thema Fluoridierung widmete. Weitere Veröffentlichungen zum Thema Ernährung und Krebsbehandlungen folgten.

## Ihr Kampf gegen Krebs und für alternative Behandlung
Als Eva auf eine Strahlentherapie für ein Basalzellkarzinom in ihrem Gesicht wartete, entwickelte sie gleichzeitig ein Interesse für alternative Heilmethoden. Sie stieß auf die Hoxsey-Heilmethode, die seinerzeit in einer Krebsklinik in Dallas, Texas angewandt wurde und beschloss sich dort im April 1956 einerseits behandeln zu lassen und andererseits als Beobachterin von deren Wissen zu partizipieren. Im November 1956 kehrte sie geheilt zurück und berichtete am 20. Februar 1957 in einer öffentlichen Versammlung in Christchurch über ihre Erkenntnisse und Erfahrung. Am folgenden Tag wurde sie gemäß Section 13 der Medical Advertisements Regulations 1943 wegen falscher Aussagen angeklagt. Erst ein Berufungsgericht sprach sie wieder frei, da sie nach Meinung des Gerichts ehrlich gehandelt hätte und von der Wirksamkeit der Behandlung überzeugt gewesen wäre. Der Freispruch führte dazu, dass Betroffene glaubten, dass ihre Behandlungsmethode, die sie in ihrer Praxis seit ihrer Rückkehr auch Texas anwandte, nun richterlich akzeptiert war, weshalb ihre Praxis nach ihrer Freisprechung florierte.
Ihre letzten Lebensjahre verbrachte Eva in Hamilton und Te Awamutu. Politische wurde sie konservativer und wandte sich gegen die Lockerung der Einwanderungspolitik für Chinesen, gegen eine Reform des Homosexuellengesetzes und gegen moderne Sachen, die ihrer Meinung nach die Ursache für „seltsame Krankheiten“ war.
Eva Esther Hill verstarb am 17. April 1981 in Te Awamutu.

## Werke
- 1955 – There are Worse Ills than Death! Hrsg.: Eva Hill. Ruakaka 1955 (englisch).
- 1955 – Facts About Fluoridation of Water Supplies. Hrsg.: Eva Hill. Ruakaka 1955 (englisch).
- 1955 – Co-existence. Hrsg.: Eva Hill. Ruakaka 1955 (englisch).
- 1976 – A Simple Guide to Better Health. G. W. Moore, Auckland 1976 (englisch).
- 1976 – Light Behind the Headlines. A simple guide to some causes of present world unrest. Hrsg.: Eva Hill. Hamilton 1976 (englisch).
- 1978 – Don't Be Scared of Cancer. try to understand its causes and avoid the obvious ones. Hrsg.: Eva Hill. Te Awamutu 1978 (englisch).
- 1979 – Why Be Scared of Cancer? G. W. Moore, Auckland 1979 (englisch).

Quelle: National Library of New Zealand